# Agrostis paradisiaca
Agrostis paradisiaca é uma espécie de gramínea do gênero Agrostis, pertencente à família Poaceae.